# Brunei ai Giochi della XXVIII Olimpiade
Il Brunei ha partecipato ai Giochi della XXVIII Olimpiade, che si sono svolti ad Atene dal 13 al 29 agosto 2004, con una delegazione di un solo atleta, il mezzofondista Jimmy Anak Ahar. Quella del Brunei, insieme a quelle delle Isole Vergini britanniche e del Liechtenstein, è stata la rappresentanza meno numerosa fra quelle presenti ai Giochi. Si è trattato della quarta partecipazione di questo paese alle Olimpiadi. Non sono state conquistate medaglie.

## Risultati

### Atletica leggera
| Q | Qualificato al turno successivo per la posizione in qualificazione                                                           |
| q | Qualificato per il turno successivo per ripescaggio o, negli eventi su campo, conquistando la misura minima per qualificarsi |

Maschile
Eventi su pista e strada
| Atleta          | Evento          | Batteria  | Batteria  | Semifinale      | Semifinale      | Finale          | Finale          |
| Atleta          | Evento          | Risultato | Posizione | Risultato       | Posizione       | Risultato       | Posizione       |
| --------------- | --------------- | --------- | --------- | --------------- | --------------- | --------------- | --------------- |
| Jimmy Anak Ahar | 1500 m maschili | 4'14"11   | 13º       | non qualificato | non qualificato | non qualificato | non qualificato |